# Horterbach
Der Horterbach ist ein gut zwei Kilometer langer rechter Zufluss des Odenbaches im
rheinland-pfälzischen Landkreis Kaiserslautern auf dem Gebiet der zur Verbandsgemeinde Otterbach-Otterberg gehörenden Ortsgemeinden Heiligenmoschel und Schneckenhausen.

## Name
Der Bach wurde im Jahr 1609 (die Horter) erstmals schriftlich erwähnt. Der Name ist eine Verkürzung von Hohenwarter Bach und ist nach einer Wüstung südlich von Heiligenmoschel benannt, die 1195 als Honwarten urkundlich erwähnt wurde.

## Verlauf
Der Horterbach entspringt im Naturraum Otterberger Wald des Pfälzerwaldes auf einer Höhe von 380 m ü. NHN südöstlich des Heiligenmoscheler Wohnplatzes Horterhof in einem Walde zwischen dem nordöstlichen Fuße des Andreasberges (400,5 m) und dem südwestlichen Fuße des Horts (418 m).
Der Horterbach fließt zunächst gut 100 m in nordwärts durch den Wald und vereinigt sich dann mit einem zweiten Quellast auf seiner rechten Seite. Der Bach läuft danach in nordwestlicher Richtung am bewaldeten Hang des Horts entlang. Etwa 250 m weiter bachabwärts wird er auf der rechten Seite von dem Abfluss einer Quelle gespeist, die an einem waldumschlossenen Einzelhaus entspringt. Er verlässt dann den Wald und betritt das Feuchtgebiet Weiherchen, welches er westwärts durchfließt. Dabei tritt er in den Naturraum Untere Lauterhöhen des Nordpfälzer Berglandes ein.
Der Bach quert nun an der Südspitze von Horterhof die Kreisstraße 33 und zieht dann begleitet von spärlichem Bewuchs und links von der K 33 in Richtung Westnordwesten durch die Felder und Wiesen der Flur Im Tal. Nördlich des Wohnplatzes Sickingerhof am Hang über der Kreisstraße zieht er an einem kleinen Teich vorbei. Er fließt nun vollends nach Westen und passiert dann die Gemeindegrenze von Heiligenmoschel nach Schneckenhausen.
Er unterquert in einem Rohr die Mühlstraße des größtenteils links liegenden Dorfes, von dem ein Zipfel dieser Straße entlang sich nach Norden zieht, und fließt dann wieder westnordwestwärts durch das mit Büschen und Bäumen bewachsene Grünland der Flur Hauswiesen am Nordrand Schneckenhausens entlang. Zuletzt auf Nordwestkurs, läuft er danach an einer brach liegende Feuchtwiese vorbei und mündet schließlich auf einer Höhe von 319 m noch in der Flur Hauswiesen am nördlichen Rande des linksodenbachischen Siedlungsteils von Schneckenhausen von rechts in den aus dem Süden kommenden Odenbach.
Der Horterbach mündet nach 2,2 km langen Lauf mit mittlerem Sohlgefälle von etwa 28 ‰ rund 61 Höhenmeter unterhalb seiner Quelle.

## Natur und Umwelt
Im Feuchtgebiet "Weiherchen" südwestlich des Wohnplatzes Horterhof liegt ein mit Erlen gesäumter Tümpel. Weiterhin findet man dort Schilfröhrichte und Hochstaudenfluren, in welchen auch Mädesüß gedeiht. In einem Erlenbruch kommen Sumpfrohrsänger und Rohrammer vor.